# Kaufreue
Unter Kaufreue, auch Nachkaufdissonanz (englisch buyer's remorse, postdecisional regret), wird in der Verkaufspsychologie ein Kaufverhalten verstanden, bei dem ein Kunde nach dem Kauf Informationen erhält, welche zu seiner Unsicherheit über die Richtigkeit seiner Kaufentscheidung beitragen.

## Allgemeines
Wenn für eine Entscheidung die hierfür relevanten Informationen nicht vollständig vorhanden sind (niedriger Informationsgrad durch unvollkommene Information) oder der Entscheidungsträger nicht in der Lage ist, die Informationen perfekt zu verarbeiten und zu interpretieren, entsteht Unsicherheit. Wurde richtig verarbeitet und interpretiert, kommen jedoch nach der Entscheidung weitere (relativierende) Informationen hinzu, entsteht ebenfalls Unsicherheit in Form von Selbstzweifeln. So könnte ein Autokäufer nach der Lektüre eines negativen Testberichts seine getroffene Kaufentscheidung bereuen. Diese Kaufreue muss jedoch erst eine Schwelle überschreiten, um zu einer Handlung (Reklamation, Rücktritt, Nachverhandlung) zu führen.
Einkäufer und speziell Verbraucher können Kaufreue in Form eines nachträglichen Bedauerns der getroffenen Kaufentscheidung empfinden. Eine solche Nachkauf-Dissonanz kann entstehen, wenn in einer Situation nach dem Kauf externe Informationen hinzukommen, welche die Zweckmäßigkeit der Wahl in Frage stellen. Hierbei handelt es sich um eine Form der kognitiven Dissonanz, die beim Kaufverhalten (Konsumgüter, Investitionsgüter, Dienstleistungen) auftritt und zur Kundenunzufriedenheit führen kann. Das ist der Fall, wenn die einer Kaufentscheidung zugrunde liegenden Informationen nach der Kaufentscheidung um Informationen ergänzt werden, welche die getroffene Kaufentscheidung in Frage stellen oder sogar als Fehlentscheidung oder Fehlinvestition darstellen. Es handelt sich um nachträgliche Informationen durch Angehörige, Freunde oder Massenmedien.

## Rechtsfragen
Kaufreue ist rechtlich kein Grund, sich von einem geschlossenen Kaufvertrag zu lösen. Nur bei besonderen Vertragstypen wie Fernabsatzgeschäft, Haustürgeschäft, Teilzahlungsgeschäft oder verbundenem Vertrag (aus Darlehen und Kaufvertrag) ist die Kaufreue das vom Gesetzgeber berücksichtigte Motiv für das dem Verbraucher eingeräumte Widerrufsrecht. Wurde bei allen anderen Verträgen eine Kaufentscheidung getroffen und durch Annahme eines Angebots bestätigt, ist der Vertrag rechtswirksam zustande gekommen.
Der Wegfall der Geschäftsgrundlage setzt voraus, dass – nicht ausdrücklich aus dem Vertragsinhalt hervorgehende – Umstände nach Vertragsabschluss sich schwerwiegend verändern müssen. Die Störung muss so gravierend sein, dass dadurch die beiderseitigen Verpflichtungen in ein grobes Missverhältnis geraten. Es darf dabei jedoch nicht um Erwartungen und Umstände gehen, die nach den vertraglichen Vereinbarungen in den Risikobereich einer der Vertragsparteien fallen, was bei der Kaufreue der Fall ist.

## Wirtschaftliche Aspekte
Eine besonders große Rolle spielt die Kaufreue in der Geschäftsbeziehung Business-to-Consumer, aber auch im Bereich Business-to-Business ist sie nicht selten. Nimmt der Käufer Anfechtungsrechte, Gewährleistungsrechte, Kündigungsrechte, Rücktrittsrechte, Umtausch oder Widerrufsmöglichkeiten in Anspruch, sind sie manchmal durch Kaufreue motiviert, die keinen Bezug zum (angeblichen) Mangel hat. Bei Business-to-Business heißt sie Einigungsreue und kann darin bestehen, dass die eine Vertragspartei die Vorteile nachträglich kleiner einstuft als ursprünglich angenommen, Gefahren dagegen als größer angesehen werden.

## Wirkungen
In der Verkaufspsychologie ist deshalb von Bedeutung, dass einem Kunden nichts „aufgeschwatzt“ werden darf oder ihm etwas außerhalb seines Bedarfs liegendes verkauft wird („darf es etwas mehr sein“). Der Kunde darf nicht überrumpelt werden, sondern seine Kundenerwartungen sind zu erfüllen und der Kundennutzen zu berücksichtigen. Die Stärke der Kaufreue steht im direkten Verhältnis zu einer starken emotionalen Argumentation im Verkaufsgespräch.
Der Zweifel an der Vorteilhaftigkeit eines Geschäftsabschlusses ist für den Kunden ein reguläres psychologisches Phänomen. Jeder kennt das Gefühl, nach einem Kauf in gewisse Zweifel zu verfallen, ob man zum Beispiel den günstigsten Preis erzielt oder über den tatsächlichen Bedarf hinaus gekauft hat.
Kunden, die im Verkaufsgespräch gedrängt werden und den Verkaufsvorgang entweder aufgrund stark emotionaler Argumentation euphorisch oder unter emotionalem Druck (hard selling) mit einem Abschluss beenden (z. B. Angst vor Unterversorgung oder Einsamkeit), empfinden kurz nach der Kaufentscheidung eine viel stärkere Unsicherheit. Das Gefühl, übervorteilt worden zu sein, über den tatsächlichen Bedarf hinaus gekauft oder beteiligte Partner nicht hinreichend berücksichtigt zu haben, kann den Wunsch nach Stornierung des Geschäftes hervorrufen.
Das Gefühl, nicht die besten Konditionen erzielt oder zum falschen Zeitpunkt gekauft zu haben, kann auch mit rationalen Erkenntnissen im Nachhinein korrespondieren. So ist es beispielsweise möglich, dass Kunden nach der Unterschrift erkennen, dass ihre Informationen über den Stand der Technik veraltet waren oder der Bedarf sich kurzfristig anders entwickelt als geplant. Die Folgen sind Storni, also Vertragsaufhebungen bzw. Versuche, die Leistungserbringung zu stören (Annahmeverzug, Mängelrüge, Zahlungsverzug etc.).
Insgesamt kann das Image einer Marke, eines Unternehmens und/oder eines Verkäufers stark unter diesen Folgen leiden, so dass es die Aufgabe des Marketings bzw. der Verkäufer sein sollte, kognitive Dissonanzen allgemein und Kaufreue im Speziellen zu vermeiden.

## Maßnahmen der Verkäufer
Die Kaufreue kann im Verkaufsgespräch durch empathisches Verhalten des Verkäufers abgefangen werden. Hierzu nutzt der Verkäufer die Absicherung von Vorentscheidungen im Laufe des Gespräches durch wiederholtes Nachfragen des veritablen Kundennutzens beim Kunden und federt so etwaige Zweifel in der Überzeugungsphase bereits möglichst stark ab.
Typische Fragen zur Festigung der Kaufüberzeugung führen den Kunden in seine eigene spätere Anwendung und sichern so das Gefühl ab, in der Zukunft nicht alleine gelassen zu sein. Diese Phase des Verkaufsgespräches ist die Überzeugungsphase, zu erkennen am Austausch von Argumenten und an der Einwandbehandlung. Der Kunde soll sich nach dem Kauf, möglichst noch durch die Gabe einer Empfehlung für das Produkt, so sicher fühlen, dass seine Kaufreue gering bleibt und die Ausübung von Widerrufsrechten oder Zahlungsverzögerungen unterbleiben. Da Kaufreue mehr oder weniger stark grundsätzlich auftritt, wird der Berater dem Kunden auch in der Preisverhandlung zumeist einkalkulierte Zugeständnisse machen, um ihm das Gefühl zu geben, in der Verhandlung nicht übervorteilt worden zu sein.

## Reaktionen der Kunden
Häufig nutzt der nicht entsprechend beratene Kunde vorgebliche Produkt- oder Leistungsmängel (Vorwände), um seine Kaufreue auszudrücken. Die Reaktionen von enttäuschten Kunden zeigen sich auch in vorgeschobenen Mängellisten, Zahlungsverzögerungen oder Teilzahlungen ohne sachlich hinreichenden Grund. Der Unternehmer kann hier erkennen, dass entweder sein Produkt tatsächlich mangelhaft ist oder es dem Verkäufer nicht gelungen ist, eine entsprechende Wertvorstellung beim Kunden aufzubauen. Häufig erkennt der Unternehmer aber auch, dass seine Preisvorgaben nicht marktfähig sind.

## Verkaufsreue
Wenn der Verkäufer „echte“ Preiszugeständnisse gemacht und mit Verlust verkauft hat, kommt das Phänomen der Verkaufsreue auf der Seite des Anbieters vor. Hierfür hat die Verkaufspsychologie bisher keinen gefestigten Begriff definiert.

## Abgrenzung
Während das Kaufrisiko vor der Kaufentscheidung auftaucht, beginnt die Kaufreue erst, wenn der Verbraucher die Kaufentscheidung getroffen hat. Dabei muss er die Ware noch nicht in Besitz oder die Dienstleistung noch nicht in Anspruch genommen haben. Typisches Beispiel ist der Versendungskauf, bei welchem die Kaufreue nach der verbindlichen Bestellung auftreten kann und die Ware erst einige Tage später eintrifft.